# So Young (The Corrs)
So Young è un singolo del gruppo musicale irlandese The Corrs, estratto dall'album Talk on Corners e pubblicato nel 1998.

## Tracce
Testi e musiche di Sharon Corr.
1. So Young (K-Klass Remix) – 4:12
2. Forgiven, Not Forgotten – 4:15
3. Haste to the Wedding (Acoustic) – 3:00

## Classifiche
| Classifica (1998) | Posizione massima |
| ----------------- | ----------------- |
| Australia         | 61                |
| Francia           | 76                |
| Germania          | 80                |
| Irlanda           | 29                |
| Paesi Bassi       | 63                |
| Regno Unito       | 6                 |